# Jan Malte Lemke
Jan Malte Lemke (* 1999) ist ein deutscher Unihockeyspieler, der beim Schweizer Verein Floorball Thurgau in der Lidl Unihockey Prime League unter Vertrag steht. Er spielt auf der Position des Goalies.

## Karriere

### Verein
Nachdem Lemkes Familie 2005 in die Schweiz gezogen war, begann er Unihockey zu spielen.
Lemkes erster Verein war Zürisee Unihockey, bei dem er im Jahre 2006 auf D-Junioren Stufe mit dem Unihockeyspielen anfing. Nach durchlaufen sämtlicher Nachwuchsstufen auf dem Kleinfeld wechselte er zur Saison 2015/16 hin zum UHC Uster in die U18 Junioren der höchsten Leistungsstufe. Zweimal wurde er in Uster dabei für ein Spiel der ersten Mannschaft aufgeboten. Nach lediglich einer Saison und dem Abstieg in die zweithöchste Stärkeklasse wechselte er zum Grasshopper Club Zürich. Bei GC durchlief er die gesamte U18 und U21.
Im Juni 2020 teilte der Grasshopper Club mit, dass Lemke ein Vertrag unterschrieben habe und fortan im Nationalliga-Kader vertreten sein werde. Sein Debüt in der Startaufstellung gab er am 4. Oktober beim 3:7-Auswärtssieg gegen den UHC Thun.
Nachdem GC Unihockey im Januar 2022 bekannt gegeben hatte, dass der Vertrag mit dem Torhüter nicht verlängert werde, wechselte Lemke auf die Saison 2022/23 innerhalb der Nationalliga A zurück zum UHC Uster. Dort spielte er die folgende Saison im Torhüterduo mit Nicola Brütsch, konnte sich aber langfristig nicht durchsetzen. Im April 2023 vermeldete Floorball Thurgau die Verpflichtung des Torhüters.

### Nationalmannschaft

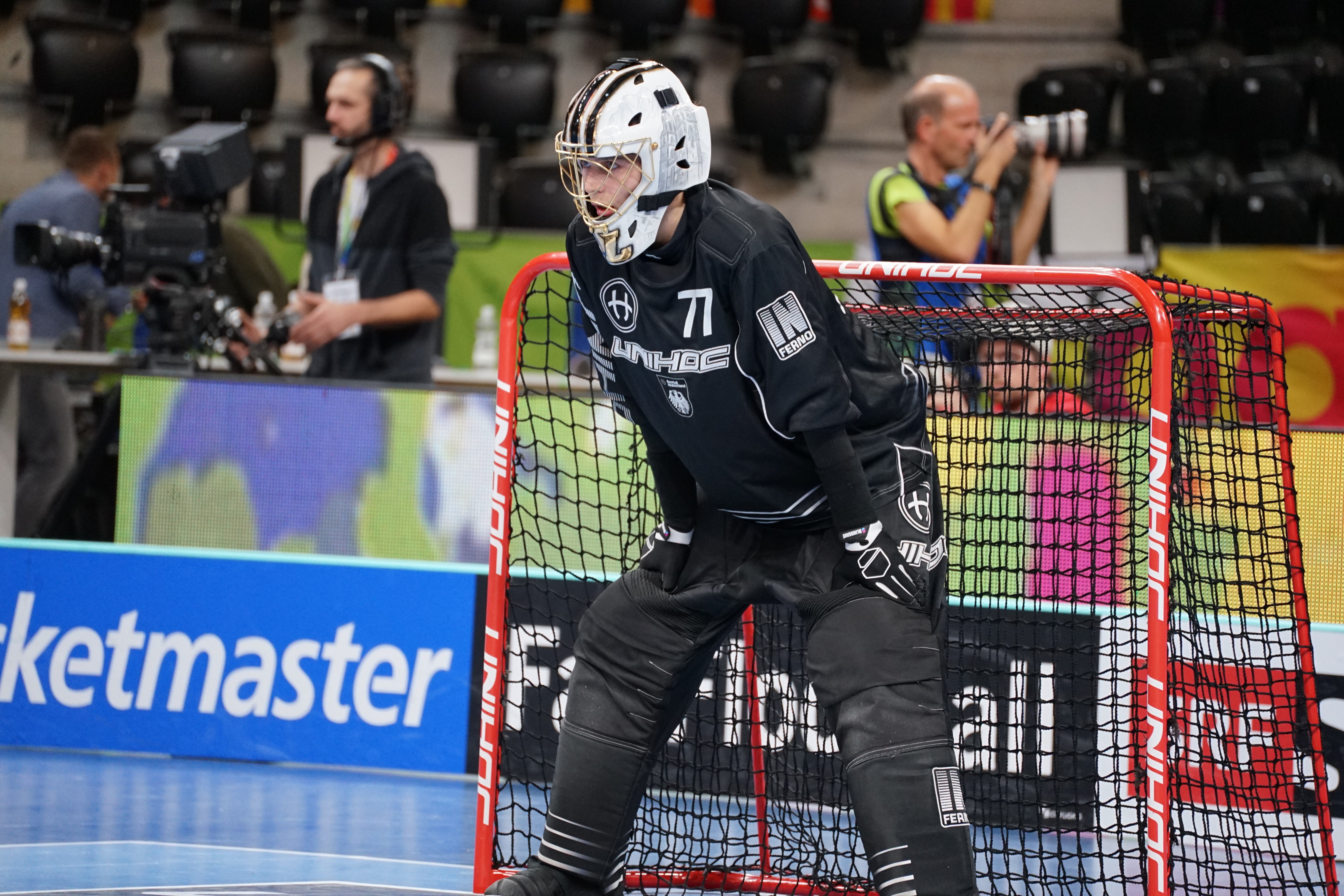
Lemke im Dress der Nationalmannschaft an der WM 2022

Lemke wurde 2015 zum ersten Mal in die deutsche U19-Nationalmannschaft berufen. Die ersten Länderspiele bestritt er gegen die dänische U19-Nationalmannschaft im November 2016 in Sonderborg. Nach der U19-Weltmeisterschaft im schwedischen Växjö im Mai 2017, schied Lemke aus dem Nachwuchsbereich aus. Sein erstes Aufgebot für die A-Nationalmannschaft erhielt er zwei Jahre später im Herbst 2019. Er bestritt die Weltmeisterschaft 2021 in Helsinki und gehört seitdem zum Kern der Mannschaft.